# Wakaw
Wakaw es un pueblo canadiense situado en la provincia de Saskatchewan.

## Superficie
Wakaw tiene una superficie de 3,09 km².

## Demografía
En 2021, tenía 978 habitantes, una densidad poblacional de 316,6 hab./km², y 496 viviendas.